# 聖西蒙 (亞利桑那州)
聖西蒙（英語：San Simon）是位於美國亞利桑那州科奇斯縣的一個人口普查指定地區。根據2010年美國人口普查，該地人口為165人，而該地的面積約為1.81平方千米。

## 地理
聖西蒙的座標為32°16′04″N 109°13′39″W / 32.26778°N 109.22750°W，而該地最高點為海拔高度1106米（即3629英尺）。